# Recenze
Recenze (z lat. re-censeó, (znovu) posoudit, zhodnotit) je písemný kritický posudek uměleckého nebo vědeckého díla. Autor recenze je recenzent. Recenze může být určena k publikaci, anebo naopak jako podklad recenzního řízení, v němž se o publikaci rozhoduje.

## Recenze k publikaci
Recenze je publicistický žánr, který seznamuje širší veřejnost s literárním dílem, divadelním představením, koncertem, výstavou a podobně. Také na významné vědecké publikace nebo objevy se publikují recenze, které je věcně hodnotí a popularizují hlavní myšlenky. Obdobně bývají recenzovány také nově publikované psychologické testy, kterým se věnuje například Burosův institut, Britská psychologická společnost nebo v České republice časopis Českomoravské psychologické společnosti Testfórum.

## Recenzní posudek
V náročnějších odborných a vědeckých časopisech, které se snaží uveřejňovat jen kvalitní příspěvky, prochází každý došlý příspěvek recenzním řízením. Při současném množství a šíři vědeckých i technických oborů totiž sami redaktoři často nemohou posoudit kvalitu příspěvku, jeho originalitu a případný přínos. Postupují tedy podle zásady peer review a dávají příspěvek bez uvedení autora posoudit nezávislým odborníkům, kteří v dané oblasti sami pracují. Úkolem recenzenta je posoudit odbornou kvalitu a původnost i zpracování příspěvku, připomenout jeho nedostatky a příspěvek doporučit nebo nedoporučit k publikaci. Recenzent by neměl být blízkým spolupracovníkem autora, pracovat na tomtéž pracovišti atd. Připomínky recenzenta se pak anonymně sdělují autorovi, aby článek případně opravil.
Nevýhodou peer review je jednak to, že se publikace zdržuje, jednak to, že recenzent by mohl informace v článku sám zneužít a publikovat pod vlastním jménem. V malých jazykových oblastech, kde se všichni v daném oboru znají, je anonymita příspěvku i recenze často problematická, proto se někdy vyžadují i posudky zahraničních odborníků.
Podobný postup používají i grantové agentury při hodnocení projektů.